# Proezas de Satanás na Vila de Leva-e-Traz
Proezas de Satanás na Vila de Leva-e-Traz é um filme brasileiro de 1967 dirigido por Paulo Gil Soares. Segundo Glauber Rocha, o filme faz parte de uma segunda fase do Cinema Novo, pautada pelos estilos pessoais e pela busca por uma comunicação efetiva com o público.
O filme é uma ficção que dá continuidade ao estudo da cultura sertaneja, tema este tratado nos documentários anteriores de  Paulo Gil Soares, como Memória do Cangaço (1964). Proezas de Satanás na Vila de Leva-e-Traz pensa o Brasil a partir do sertão nordestino e discute as formas de consciência popular na adversidade. Ao focalizar as práticas religiosas, traço da cultura nacional, critica o processo de modernização vivenciado pelo país. A trajetória do Satanás fanfarrão faz da vida religiosa, e suas ilusões, a metáfora de uma submissão coletiva a uma política enganadora, em nome do progresso. O conflito central do filme envolve um embate entre a credulidade dos habitantes católicos e a sedução exercida por um demônio comediante, cujos truques mágicos e feitos mirabolantes são comentados pela trilha sonora composta de canções de Caetano Veloso, que contribui com comentários a respeito das ações e acontecimentos da história. O filme é baseado em diversas histórias da literatura de cordel.

## Enredo
Em tom de comédia, Proezas de Satanás na Vila de Leva-e-Traz apresenta a história de um vilarejo nordestino dominado pela figura de um forasteiro, que realiza milagres e promove o progresso da região. O filme inicia com a descoberta de um poço de petróleo próximo à cidade de Leva-e-Traz que atrai jovens trabalhadores, prostitutas, o padeiro, até mesmo o padre abandona a igreja. Restam apenas as pessoas velhas, as crianças e os inválidos. Inesperados incidentes anunciam a chegada de Satanás, este é encarnado por um tipo estranho que se transforma em diversos animais, incluindo um sapo cururu e um bezerro com cara de gente. Mesmo com origens demoníacas, ele introduz grandes mudanças no vilarejo, assumindo as funções de líder religioso e prefeito. Promove a cura dos doentes, o desenvolvimento da agricultura regional e, em coligação com políticos locais, sua candidatura para a Presidência da República, que causa fervor entre os devotos moradores. Em seu discurso, ironicamente, promete vida eterna a todos e que o trabalho vai ser extinto. No fim, em meio a uma procissão, a magia se desfaz, Satanás volta a ser um bode e a pobreza retorna ao vilarejo.

## Elenco
- Jofre Soares como Cego
- Isabella como Beata
- Emmanuel Cavalcanti como Maneta
- Joseph Guerreiro como Padre
- Paulo Broitman como Cavaleiro
- Joel Barcelos como Pegador de almas
- Zózimo Bulbul
- Thelma Reston

## Recepção
Parte da crítica recebe o filme de Soares com ressalvas. Presente no Festival de Brasília como jurado, Paulo Emílio Salles Gomes critica o tratamento negativo dado ao petróleo. Jean-Claude Bernardet, por sua vez, faz uma apreciação positiva do filme, destacando a relação da figura do diabo com a ideia desenvolvimentista. O filme também chama atenção da crítica pelo simbolismo e pelo diálogo com a cultura sertaneja. Em um longo artigo dedicado ao filme, Clarival Valladareso contextualiza em frente a diferentes tipos de arte, que trabalham com representações populares do demônio no Brasil. Segundo ele, "todo o lastro [...] das aparições demoníacas, conforme ocorre na fabulação brasileira, em parte fixada pela literatura de cordel, participa do argumento unindo no mito-personagem o texto fragmentado da tradição oral".

## Prêmios
| Ano  | Prêmio                                                                         | Categoria        | Destinatário                              | Resultado | Ref.        |
| ---- | ------------------------------------------------------------------------------ | ---------------- | ----------------------------------------- | --------- | ----------- |
| 1967 | Festival de Brasília                                                           | Melhor Filme     | Proezas de Satanás na Vila de Leva-e-Traz | Venceu    | [ 1 ] [ 3 ] |
| 1967 | Festival de Brasília                                                           | Melhor Argumento | Paulo Gil Soares                          | Venceu    | [ 1 ] [ 3 ] |
| 1967 | Festival de Brasília                                                           | Melhor Música    | Caetano Veloso                            | Venceu    | [ 1 ] [ 3 ] |
| 1967 | Margarida de Prata                                                             | —                | Proezas de Satanás na Vila de Leva-e-Traz | Venceu    | [ 1 ] [ 3 ] |
| 1967 | Festival de Cinema de Paris (Office Catholique Internacional du Cinema – OCIC) | Melhor Filme     | Proezas de Satanás na Vila de Leva-e-Traz | Venceu    | [ 1 ] [ 3 ] |
| 1968 | Festival de Cinema de Pesaro                                                   | Melhor Filme     | Proezas de Satanás na Vila de Leva-e-Traz | Venceu    | [ 1 ] [ 3 ] |
| 1968 | Festival do Cinema Brasileiro de Belo Horizonte                                | Melhor roteiro   | Paulo Gil Soares                          | Venceu    | [ 1 ] [ 3 ] |